# Giuseppe Borsellino
Giuseppe Borsellino (Lucca Sicula, 15 febbraio 1938 – Lucca Sicula, 17 dicembre 1992) è stato un imprenditore italiano, vittima della mafia.
Nacque da una famiglia di origini riberesi, poi trasferitasi stabilmente a Lucca Sicula. Cominciò a lavorare presto. Si sposò a 18 anni con Calogera Pagano, sua coetanea; con cui ebbe tre figli, Antonella, Paolo e Pasquale. Dopo vari lavori si dedicò alla sua definitiva attività di piccolo imprenditore-operaio di una piccola impresa di calcestruzzo che diresse assieme al figlio Paolo.
Rifiutò qualsiasi tipo di compromesso o sottomissione al potere e agli interessi mafiosi e perciò venne ucciso il 17 dicembre 1992 dopo aver rivelato alla magistratura i nomi dei mandanti e degli esecutori dell'omicidio del figlio Paolo (ucciso il 21 aprile 1992, omonimo del giudice Paolo Borsellino, anch'egli ucciso nel 1992). Le sue dichiarazioni permisero agli inquirenti di ricostruire gli intrecci tra mafia, affari e politica dell'hinterland lucchese di quel periodo.